# Ken Starr
Kenneth Winston Starr (21. července; 1946 –13. září 2022) byl americký právník a vysokoškolský funkcionář. Sloužil také jako federální soudce. Proslavil se jako speciální vyšetřovatel afér spojených s vládou Billa Clintona; na základě jeho zprávy (Starrova zpráva, anglicky Starr report) byla otevřena možnost jednat o odvolání Clintona z funkce prezidenta (impeachment; Senát však tehdy odmítl prezidenta sesadit); Clinton ztratil na pět let právnickou licenci. Politickými odpůrci byl Starr nazýván teokratickým puritánem. V letech 2010 až 2016 působil jako rektor Baylorovy univerzity v Texasu.